# Cristina Spoerri

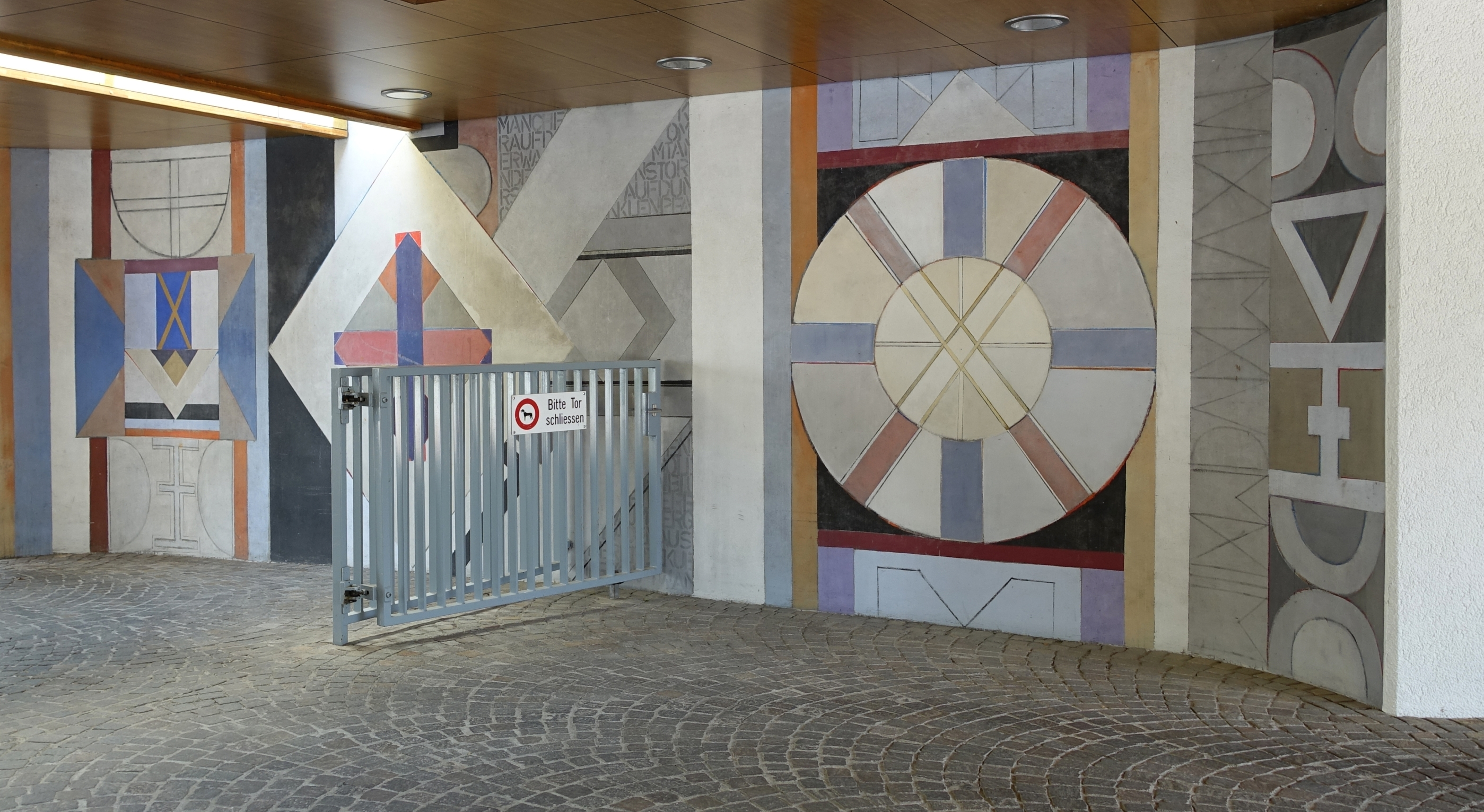
Friedhof Fiechten, Reinach

Cristina Spoerri (* 4. Juli 1929 in Tenero; † 1. Oktober 2013 in Reinach) war eine Schweizer Künstlerin.

## Leben und Werk
Spoerri wuchs als Tochter des Malers und Textilfarbenexperten Emil Sprenger (1883–1966) in Ascona auf. 1949 war sie in Lugano Schülerin von Professor Heuselmann, und 1951/1952 studierte sie an der Kunstgewerbeschule Zürich, u. a. bei Otto Morach und Johannes Itten. Ab 1952 arbeitete sie in ihrem eigenen Atelier in Zürich. 1953 hatte sie ihre erste Ausstellung mit der Künstlergruppe Réveil im Kunsthaus Zürich.

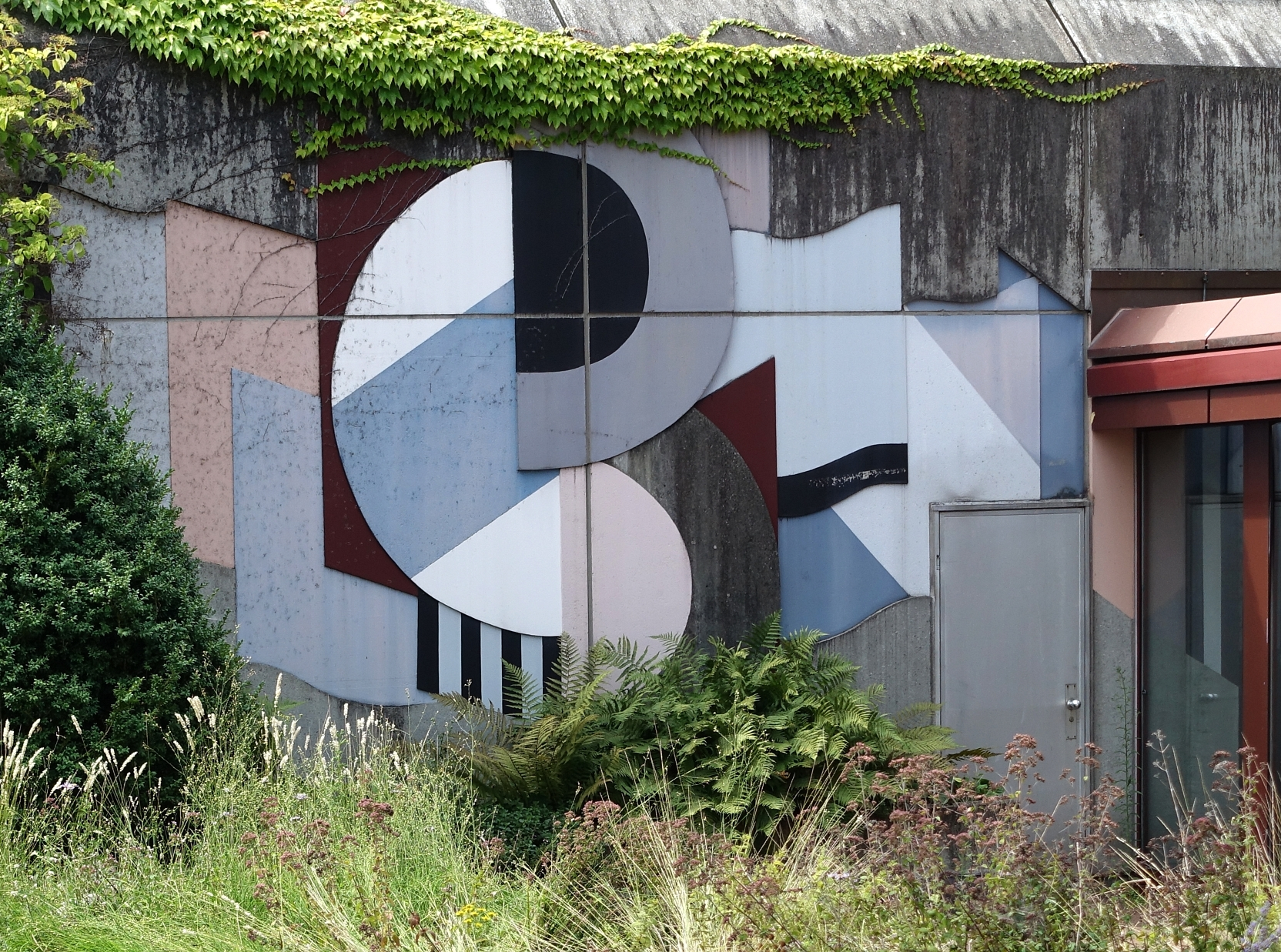
SRF, Radiostudio Bruderholz

1957 heiratete sie den Architekten Bernhard Spoerri und wurde 1960 in Reinach sesshaft. Sie bezog ein Atelier in der Ateliergenossenschaft Basel in der Kaserne Basel. 1964 wurde sie Mitglied der Gesellschaft Schweizerischer Malerinnen, Bildhauerinnen und Kunstgewerblerinnen (GSBK). 1976 trat sie als Aktivmitglied der Gesellschaft Schweizerischer Maler und Bildhauer (GSMBA) bei.
Ausstellungen mit Spoerris Beteiligung fanden im Kunstmuseum Bern, Kunstmuseum Luzern, Kunsthaus Glarus, Helmhaus, Zürich, Musée Rath, Genf, und in der Kunsthalle Basel statt. Ihre Werke konnte Spoerri auch in verschiedenen Galerien ausstellen.
2008 wurde die gemeinnützige Cristina Spoerri-Stiftung gegründet. Ein Mitglied des Stiftungsrats ist Sabine Schaschl. Die Stiftung bezweckt zum einen die Erhaltung und Veröffentlichung des Lebenswerkes der Stifterin Cristina Spoerri. Ein weiteres Ziel ist die finanzielle Unterstützung von Nachwuchskünstlern und -künstlerinnen mit einem einmaligen Stipendium. Diese sollten vorwiegend in den Kantonen Baselland oder Basel-Stadt wohnhaft oder tätig sein.

## Preise und Ehrungen
- 1964: Eidgenössisches Kunststipendium
- 1966: Auszeichnung «Europa-Preis für Malerei», Ostende
- 1994: Kunstpreis für Bildende Kunst des Kantons Baselland
- 1985: Kunstpreis der Basler Zeitung
- 2001: Kleinbasler Kunstpreis
- 2004: Reinacher Kulturpreis für kulturelles Schaffen

## Belege
1. ↑  Mitgliederausweis der Künstlergruppe Réveil auf Kunstbreite (PDF; 836 kB)

| Personendaten    | Personendaten                    |
| ---------------- | -------------------------------- |
| NAME             | Spoerri, Cristina                |
| ALTERNATIVNAMEN  | Sprenger, Cristina (Geburtsname) |
| KURZBESCHREIBUNG | Schweizer Künstlerin             |
| GEBURTSDATUM     | 4. Juli 1929                     |
| GEBURTSORT       | Tenero                           |
| STERBEDATUM      | 1. Oktober 2013                  |
| STERBEORT        | Reinach                          |